# Santiago Ortuño Orquín
Santiago Ortuño Orquín (Finestrat, 1985), més conegut com a Santi, és un jugador professional de pilota valenciana, mitger en la modalitat d'Escala i corda, en nòmina de l'empresa ValNet.
Com a professional va debutar a Alginet, tot i que, de manera excepcional no ve de la Galotxa, sinó de les Llargues, modalitat amb què ha excel·lit i ha sigut membre de la Selecció Valenciana de Pilota des del 2002, excepte al Mundial del 2008, que hagué de ser substituït per "motius familiars". De jove jugà al futbol, arribant a Divisió d'Honor juvenil amb Hèrcules i Vila-real CF.
Santi aconseguí el subcampionat del Trofeu Individual Bancaixa a l'edició de 2012 esdevenint així en el segon mitger que arribava a una final d'aquest prestigiós campionat. El primer fou Grau que hagué de perdre dos finals (1996 i 1997) fins que aconseguí el trofeu l'any 2000 davant Álvaro. Santi va perdre la final al trinquet de la Ciutat de la Pilota de Montcada davant Soro III amb el marcador de 60 per 25.

## Palmarés
| A.   | Competició                                 |           | Rest       | Punter    | Adversaris                   |
| ---- | ------------------------------------------ | --------- | ---------- | --------- | ---------------------------- |
| 2022 | XXXI Lliga Caixabank                       | campions  | Puchol II  | Carlos II | Giner, Tomàs II i Héctor     |
| 2015 | XXIV Circuit Professional d'Escala i Corda | campions  | Puchol II  |           | Pere Roc II, Dani i Monrabal |
| 2012 | XXVII Individual Bancaixa                  | subcampió |            |           | Soro III                     |
| 2018 | III Trofeu Vila-real CF                    | campions  | Puchol II  |           | Marc, Nacho i Tomàs II       |
| 2021 | Trofeu Dénia                               | campions  | Marc Giner | ×         | Marc i Félix                 |
| 2006 | Copa Generalitat de Galotxa                | subcampió |            |           |                              |

- Escala i corda:
  - Subcampió del Circuit Bancaixa del 2011
  - Subcampió Lliga Caixa Popular 2002
  - Subcampió del Circuit Jove Oxford: 2008
  - Subcampió de la Copa Diputació de València: 2009
  - Campió del Trofeu President de la Diputació de Castelló: 2012
    - Subcampió del Trofeu President de la Diputació de Castelló: 2011

  - Subcampió del Trofeu Tio Pena de Massamagrell: 2011
  - Campió del Trofeu Nadal de Benidorm: 2011 i 2012
  - Subcampió del Trofeu Caixa Rural de Vila-real: 2012
- Frontó
  - Campió Trofeu Platges de Moncofa
- Llargues:

Campionats Internacionals de Pilota
- Campió del Món de Joc internacional: Paraná (Argentina) 2002
- Campió d'Europa de Joc internacional: França 2003, i Nivelles (Bèlgica) 2007
- Campió del Món de Llargues: Paraná (Argentina) 2002, i Imperia (Itàlia) 2004
- Subcampió del Món de Llargues: Nivelles (Bèlgica) 2007
- Subcampió d'Europa de Llargues: França 2003
- Campió del Món de Pilota: País Valencià, 2010